# The World in His Arms
The World in His Arms (br O Mundo em Seus Braços) é um filme estadunidense de 1952 do gênero aventura, dirigido por Raoul Walsh. Produção de Aaron Rosenberg para a Universal Pictures, com roteiro de Borden Chase e Horace McCoy baseado numa novela de Rex Beach. A trilha sonora é de Frank Skinner e a edição é de Russell Metty.Filmado em Technicolor.

## Sinopse
Em 1850, na cidade americana de São Francisco, a rica e bonita condessa russa Marina Selanova quer fugir de seu casamento arranjado com o príncipe Semyon. Ela contrata os serviços do marinheiro "Português" para levá-la de navio para Sitka no Alasca, onde o governador é seu tio Ivan Vorashilov, na esperança de que ele a proteja.
Assim como todos os donos de navio da cidade, "Português" ficou sem tripulação quando começou a Corrida do Ouro da Califórnia. A única disponível é a de seu rival capitão Jonathan Clark, que contava com a lealdade total de seus homens. Português tenta raptar os tripulantes de Clark, mas esse descobre e resgata seus homens, levando-os para o melhor hotel da cidade.
Percebendo que Português não conseguiria cumprir o contrato e que o capitão Clark odeia os russos que o perseguem por lhe atrapalhar a caça às focas no Ártico, a condessa se disfarça como uma das dançarinas que participam da festa dada por Clark e consegue convencê-lo a levá-la para o Alasca e ambos se apaixonam. Mas o Português e o Príncipe Semyon, a bordo de uma moderna canhoneira a vapor, não desistirão e irão causar muitos problemas para o casal.

## Elenco
- Gregory Peck .... cap. Jonathan Clark
- Ann Blyth .... cdssa. Marina Selanova
- Anthony Quinn .... português
- John McIntire .... "Reverendo" Greathouse, imediato de Jonathan
- Carl Esmond .... príncipe Semyon
- Sig Ruman .... gen. Ivan Vorashilov
- Andrea King .... Mamie
- Eugenie Leontovich .... Anna Selanova
- Bill Radovitch .... Ogeechuk, timoneiro esquimó de Jonathan
- Rhys Williams .... Eben Cleggett
- Bryan Forbes .... William Cleggett
- Hans Conried .... Eustace, atendente do hotel